# 화성세정중학교
화성세정중학교는 대한민국 경기도 화성시 산척동에 있는 공립 중학교이다.

## 학교 연혁
- 2022년 2월 18일 : 화성세정중학교 준공
- 2022년 3월 1일 : 초대 한성규 교장 취임
- 2022년 3월 2일 : 화성세정중학교 개교 8학급, 학생수 133명
- 2023년 1월 4일 : 2022학년도 제1회 졸업식(44명 졸업)
- 2024년 1월 8일 : 2023학년도 제2회 졸업식(97명 졸업)
- 2024년 3월 1일 : 제2대 한지숙 교장 취임
- 2024년 3월 4일 : 2024학년도 제3회 입학식(342명 입학)

## 참고 자료
- 화성세정중학교 - 한국교육학술정보원 학교알리미